# ДЕТА
ДЕТА (N,N-діетил-мета-толуамід, диетиламід м-толуїдінової кислоти, англ. DEET) — найпопулярніший компонент репелентів комах. ДЕТА найчастіше наносять на шкіру або одяг. Він, зокрема, ефективно захищає від укусів кліщів (запобігаючи кліщовим рикетсіозам, енцефалітам, зокрема, кліщовому енцефаліту, та іншим хворобам, які передаються саме так), комарів (запобігаючи жовтій гарячці, денге, гарячці Рифт Валлі, гарячці Західного Нілу, малярії тощо), ґедзів, мокреців, мошок, тощо.